# Дома (альбом)
«До́ма» — второй студийный альбом российского рэп-исполнителя Guf, бывшего участника группы Centr, выпущенный 3 декабря 2009 года. Сингл из альбома «Ice Baby» занял 12 строчку в российском чарте цифровых треков.

## История создания
После ухода Гуфа из группы Centr исполнители Slim, Птаха и Guf в течение осени — зимы 2009 года выпускают по сольному альбому. Релиз Guf’а вышел последним. В альбоме нет совместных записей с бывшими соратниками, в то время как в альбомах Слима и Птахи есть треки с участием Гуфа. В альбоме из бывших участников группы Centr принял участие только рэпер Принцип.
Над альбомом работали битмейкеры Miko, Баста, Capella («За Полк»), Nel (Marselle) и другие. Из них, в рамках группы Centr, Guf сотрудничал только с уже тогда бывшим её участником — DJ Shved.
Темы и ситуации, вдохновившие рэпера на новый альбом, совершенно разные: это восприятие города, эмоциональные переживания, размышления о жизни и взаимоотношения между мужчиной и женщиной — любовь. В начале осени состоялись съёмки видеоклипа на заглавный трек альбома «Для неё», главными героями которого стали Guf и Лера Кондра (телеведущая, актриса). Также в начале 2010 года был снят клип на трек «Ice Baby».
Рэпер включил в свою пластинку 17 треков. В альбоме совсем немного гостевых участий, он целиком записан в московской студии «GLSS».

## Список композиций
| №   | Название                                     | Музыка  | Длительность |
| --- | -------------------------------------------- | ------- | ------------ |
| 1.  | «Интро»                                      | Miko    | 1:21         |
| 2.  | «Больше стаффа»                              | Miko    | 4:32         |
| 3.  | «Под балконом»                               | Miko    | 4:31         |
| 4.  | «Не всё потеряно» (уч. Баста)                | Баста   | 4:27         |
| 5.  | «Заходит Луна» (уч. Принцип)                 | Miko    | 3:38         |
| 6.  | «Для неё»                                    | Nel     | 3:21         |
| 7.  | «Провода» (уч. Миг29)                        | Miko    | 3:42         |
| 8.  | «Skittles» (уч. Бу, skit)                    | Miko    | 2:03         |
| 9.  | «Ice Baby»                                   | Sontino | 4:12         |
| 10. | «Сверху видно всё» (уч. «ТАНDEM Foundation») | Miko    | 3:53         |
| 11. | «Хм…» (skit)                                 | Miko    | 1:24         |
| 12. | «Metropolitan Mail»                          | Miko    | 3:33         |
| 13. | «Надо лечиться»                              | Miko    | 3:02         |
| 14. | «Калпак» (уч. Mark)                          | Miko    | 2:25         |
| 15. | «Было давно»                                 | Capella | 3:53         |
| 16. | «Дома» (уч. Ба)                              | Miko    | 4:33         |
| 17. | «Аутро»                                      | Miko    | 1:51         |

## Коммерческий успех альбома
Альбом дебютировал на 4 позиции в российском чарте альбомов 11 декабря 2009 года. Во вторую неделю альбом поднялся до 2 позиции. В третью неделю продаж диск возглавил чарт альбомов.
9 марта 2010 года альбом получил золотой статус в России, с продажами в 50 тысяч копий.

## Название
Название этого альбома, как и «Город дорог», можно прочитать по-разному: «До́ма» (нахожусь внутри дома) или же «Дома́» (дом во множественном числе). Сам Guf на вопрос об этом ответил: «Вообще я задумывал назвать альбом „До́ма“, но потом люди стали склонять название и я как бы не против этого, можете называть и „Дома́“».

## Принимали участие
- Баста
- Принцип
- Миг29 («Жёлтая ветка»)
- «ТАНDEM Foundation»
  - Slamo
  - Мафон
- Эд
- Бу
- Mark
- Ба
- Sontino
- Капелла
- Nell

## Участники записи
- Слова: 
Guf (1—17) 
Баста (4) 
Принцип (5) 
Миг29 (7) 
Slamo (10) 
Мафон (10) 
Ба (16)
- Музыка: 
Miko (1—3, 5, 7, 8, 10—14, 16, 17) 
Баста (4) 
Nel «Marselle» (6) 
Sontino (9) 
Capella «За Полк» (15) 
Скрэтч: DJ Cave 
Сведение: Miko 
Мастеринг: Miko 
Оформление и фото: Евгений Коропцов и Айза

## Интересные факты
- В конце некоторых треков из альбома добавлены отрывки из мультфильма «9», в дублировании которого Алексей Долматов принимал участие.
- Slim до ухода Guf'a из группы Centr (6 июня 2009) записал 3 минуса для треков из альбома, но музыка на них была переделана Miko, это были треки «Больше стаффа (Slim version)», «Под балконом (Slim version)», «Заходит Луна (уч. Princip) (Slim version)». Эти треки вошли в сборник Centr «Полное собрание треков» (mp3, «Монолит»).
- В альбом могла войти песня-получастушка «Если друг оказался вдруг», записанная с участником группы «Триада» — Нигативом. Но она не была добавлена в финальный список композиций альбома[7].